# Обід у кав'ярні «Готем»
«Обід у кав'ярні „Готем“» (англ. Lunch at the Gotham Café) — оповідання американського письменника Стівена Кінга. Опубліковано 1995 року в антології «Темна любов» (англ. «Dark Love»). У 1996 році у номінації «найкраще коротке оповідання/новелета» було відзначене премією Брема Стокера. У 1997 році оповідання увійшло до збірника «Шість історій» (англ. «Six Stories»), а у 2002 році — до збірника «Все можливо» (англ. «Everything's Eventual»).
Українською мовою вперше було опубліковано в 2003 році у журналі «Всесвіт». Переклад здійснив Іван Яндола.
У 2005 році екранізовано; вийшов короткометражний фільм під назвою «Кафе „Готем“» режисера Джека Едварда Сойєрса.

## Сюжет
Одного дня, повернувшись додому, Стівен Девіс знаходить записку, в якій його дружина зазначає, що хоче розлучитися. Обговорити це питання було вирішено в кав'ярні під назвою «Готем», де трапляється подія, яка ледь не закінчується загибеллю подружжя.